# ハウス・オブ・ブルー・ライト
『ハウス・オブ・ブルー・ライト』（原題：The House of Blue Light）は、ディープ・パープルが1987年に発表した通算12作目、再結成後2作目のスタジオ・アルバム。

## 背景
第2期メンバーによる再結成の第一弾だった前作『パーフェクト・ストレンジャーズ』（1984年）と同じ顔ぶれによる作品。制作前にリッチー・ブラックモアとイアン・ギランの確執が生じて、ギランはレコーディングへの参加を拒否して脱退寸前だった。
アメリカでは1986年10月末にリリースされるという噂も流れたが、ブラックモアによれば、かなりの部分が再録音されたため遅れが生じたとのことで、ポリドール・レコードにテスト盤が届いたのは同年12月18日だった。
ギランは本作発表に伴うツアーの終了後、1989年に解雇された。

## 反響
全英アルバムチャートでは9週チャート・インして、最高10位に達した。スウェーデンのアルバム・チャートでは2週連続で1位を獲得し、ドイツのアルバム・チャートでは3週にわたって1位を獲得している。
アメリカでは前作『パーフェクト・ストレンジャーズ』ほどの成功は収められず、Billboard 200では34位に終わり、ゴールド・ディスクの認定も受けられなかった。シングル「コール・オブ・ワイルド」と「バッド・アティテュード」は、いずれもビルボードのメインストリーム・ロック・チャートで14位に達した。

## 収録曲
特記なき楽曲はリッチー・ブラックモア、イアン・ギラン、ロジャー・グローヴァーの共作。
1. バッド・アティテュード - Bad Attitude (Ritchie Blackmore, Ian Gillan, Roger Glover, Jon Lord) - 4:43
2. アンリトゥン・ロウ - The Unwritten Law (R. Blackmore, I. Gillan, R. Glover, Ian Paice) - 4:34
3. コール・オブ・ワイルド - Call of the Wild (R. Blackmore, I. Gillan, R. Glover, J. Lord) - 4:50
4. マッド・ドッグ - Mad Dog - 4:29
5. ブラック・アンド・ホワイト - Black & White (R. Blackmore, I. Gillan, R. Glover, J. Lord) - 3:39
6. ハード・ラヴィン・ウーマン - Hard Lovin' Woman - 3:24
7. スパニッシュ・アーチャー - The Spanish Archer - 4:56
8. ストレンジウェイズ - Strangeways - 5:56
9. ミッティー・デュプレー - Mitzi Dupree - 5:03
10. デッド・オア・アライヴ - Dead or Alive - 4:42

## 参加ミュージシャン
- イアン・ギラン - ボーカル
- リッチー・ブラックモア - ギター
- ジョン・ロード - オルガン、キーボード
- ロジャー・グローヴァー - ベース
- イアン・ペイス - ドラムス